# Vladislav Zolotaryov
 (octobre 2024).
- Si vous ne connaissez pas le sujet, laissez ce bandeau (vous pouvez alors contacter les auteurs).
- Si vous supprimez le contenu mis en cause (vous pouvez préalablement contacter les auteurs),

argumentez précisément cette suppression dans la page de discussion
(un manque de référence n'est pas un argument ; une recherche réelle de référence doit avoir été effectuée, être formellement documentée).
Vladislav Andreïevitch Zolotaryov, (en russe :  Владислав Андреевич Золотарёв) né le 13 septembre 1942 à De-Kastri (kraï de Khabarovsk) et mort le 13 mai 1975 à Moscou, est un compositeur et bayaniste soviétique. Il est considéré comme l'un des plus grands compositeurs soviétiques pour bayan.
Son œuvre a été qualifiée par la compositrice Sofia Goubaïdoulina de « geste musical perçant, qui reste pour toujours dans une vie ».
Zolotaryov s'est suicidé le 13 mai 1975 à l'âge de 32 ans.

## Biographie
Il est né le 13 septembre 1942 au village de De-Kastri, une importante base militaire à l'extrême est de l'URSS. En 1947, il déménage avec sa famille en Abkhazie où il voit pour la première fois des réfugiés de guerre, ce qui le marquera toute sa vie. Il y attrape également le paludisme.
En 1948, il part vivre avec sa grand-mère maternelle à Ust-Nera en Yakoutie (plus froide région de l’hémisphère nord). Il passe beaucoup de temps dans la nature et les chansons et contes racontés par sa grand-mère l’inspireront dans ses compositions.
En 1953, à 11 ans, il reçoit son premier accordéon de son père mais ne fera des études qu’à l’âge de 16 ans. Avant cela il jouait à l’oreille et improvisait.
En 1958, il s’installe avec sa famille à Magadan, un ancien camp de travail forcé de l’Union soviétique. Étant une personne très sensible, les bâtiments des anciens prisonniers, les casernes détruites, les tours de garde, etc. l’ont beaucoup marqué.
En 1960, l’école de musique de Magadan ouvre et Zolotarev fait partie de ses premiers étudiants. Il y étudie l'accordéon, la transcription et les arrangements de chansons folkloriques. En même temps il lisait constamment des ouvrages de littérature et de philosophie et passait des heures à écouter et analyser des musiques.
Il composa dès le début de ses études et ses premières œuvres sont deux duos : un pour violon et piano et un autre pour accordéon et piano. Il espérait que composer pour d'autres instruments, avec sa connaissance de la musique symphonique, l'aiderait à trouver de nouvelles techniques de jeu et un nouveau langage pour l’accordéon.
En 1963, durant un concert de Youri Ivanovitch Kazakov, il voit le futur de l’accordéon et décide de poursuivre ses études à Leningrad. Cependant il est obligé de rester en Extrême-Orient pour faire son service militaire de 3 ans.
Ces 3 années dans l’armée furent une période très difficile dans la vie de Zolotarev. Sa personnalité le menait à contredire les ordres. Il était souvent puni et on lui interdisait d’écrire de la musique, alors il composait des chansons de soldats pour lesquelles il reçut des prix. Son seul soutien était sa correspondance avec le professeur de bayan Yuri Grigryevich Yastrebov de l’école de musique de Vladivostok. Durant son service, il lisait beaucoup de livres sur la philosophie, la littérature mondiale et des livres sur la musique qui l’ont aidés à développer son propre langage musical. De par les livres, il découvrit des œuvres de grands compositeurs dans lesquels il voyait l’incarnation de la subjectivité qui contredisait l’idéologie soviétique.
Il pensait également que les possibilités du bayan n’étaient pas assez utilisées. De son passage dans l’armée a résulté Le klavier du Concert No.1 pour bayan avec un orchestre symphonique.
À son retour de l’armée, ses parents lui ont acheté un bayan de haute qualité avec de nouvelles fonctionnalités. Il fit quelques expérimentations et commença à composer en surmontant les formes monotones d’accompagnement de cette époque. Sa suite de chambre est l’une des premières compositions pour ce type de bayan.
Au moins une fois tous les six mois, Zolotarev donnait un concert solo à son l'école, où il jouait ses compositions. D’autre part, il jouait aussi dans différents établissements culturels de Magadan. Son exécution a saisi le public car jouait avec un niveau de technique très élevé, et donnait beaucoup d’émotions dans ses représentations. Le public a tout de suite senti qu'il traitait cet instrument bien connu d'une manière absolument nouvelle.
En 1967, Zolotarev est envoyé à Vladivostok pour participer au concours d’Extrême-o
Orient. Il n’y joue que ses compositions : La suite pour enfant No. 1 et Concert No. 1, accompagné de la pianiste Ella Orkova. Mais les juges ne comprenaient pas sa musique. Il avait cependant beaucoup d’admirateurs parmi les enseignants et les élèves, ainsi que les habitants de Madagan. Beaucoup de ses compositions étaient jouées par les musiciens comme Poème pour l’orchestre des instruments nationaux, Introduction et Allegro pour piano ou encore Cinq romances sur les vers du poètes japonais I. Takuboku.
Il était très inspiré par les vers des auteurs japonais au point de se mettre à en écrire : sans rimes très court et faisant réfléchir le lecteur. Il a également écrit plus d’un centaine de poèmes de manière plus traditionnelle, ainsi que des journaux intimes, des aphorismes et une autobiographie.
Durant les années suivantes, il a continué à composer et écoutait beaucoup d’enregistrements de modernistes occidentaux et de compositeurs russes progressistes, comme Edison Denisov. Zolotarev idolâtrait la musique et se faisait un devoir de la servir. Il se tenait généralement éloigné des autres étudiants de son école. Il avait cependant un ami proche, également bayaniste, Vladimir Parfirevich Bolshanin.
Le seul élève de Zolotarev pour la composition était Alexander Petrovich Nagaev. Pour lui, Zolotarev a enseigné ce qu'il savait sur le dodécaphonisme. La sonate pour bayan de Nagaev, écrite après la mort de Zolotarev, lui fut dédiée. Nagaev y a voulu décrire le chemin tragique de Zolotarev et comment le système soviétique avait détruit le compositeur.
Pour l'examen final de l'école en juin 1968, Zolotarev avait préparé des compositions telles que Chaconne de JS Bach / F. Buzoni, deux préludes d'orgue de D.Buxtehude, quelques extraits de "Pictures from an exhibition" de Moussorgski, ainsi que quelques-unes de ses propres compositions. Le niveau et la durée de sa performance se distinguaient brillamment des examens des autres étudiants. Il reçut la recommandation de poursuivre ses études dans un conservatoire.
Cependant il décida d'aller à l'établissement de la baie de Providence à Tchoukotka en tant que professeur de bayan où il pourrait composer de la musique. Il y travailla pendant un an à partir de janvier 1969 et rencontra sa future épouse, Irina, violoncelliste, qui travaillait comme directrice de l'école de musique. Zolotarev écrivit un poème dramatique "Martin Eden" pour un alto et un groupe de cordes, inspiré du roman de Jack London. Le compositeur s'est identifié avec le protagoniste du roman, et de nombreux parallèles étonnants sont valables entre Eden et Zolotarev.
En 1969, le joueur de bayan Edward Pavlovich Mitchenko a fait un concert à Magadan, et Zolotarev est venu pour l'entendre et lui montrer ses compositions. Mitchenko emmena avec lui quelques-unes de ces compositions à Moscou et commença bientôt à les utiliser dans les programmes de concert avec lesquels il voyagea à travers toute l'Union soviétique. En particulier, la Partita a provoqué quelque chose de semblable à une révolution dans le monde du bayan après la première représentation à Moscou en octobre 1970.
Au début des années 1970, Zolotarev, avec sa femme Irina et son fils Vladislav, s'installe à Moscou. Le compositeur continue à travailler pour un nouveau répertoire pour bayan.
Au cours de l'hiver 1970-1971, la jeune famille retourna à Magadan où le compositeur travaillait comme professeur de théorie au collège. En raison de problèmes de logement, la femme avec son enfant ont dû quitter la ville et retourner à Moscou. Peu avant la naissance de son fils Henry au début de 1971, Zolotarev les suivit.
En avril 1971, le compositeur était à Magadan pour la dernière fois et y finit la Sonate no 2 commandée par le joueur de bayan Friedrich Robertovich Lips, avec qui Zolotarev fit la connaissance à Moscou. Le compositeur dormait et mangeait très peu, afin d'écrire de la musique autant que possible. Il avait même commencé à se châtier, pour dormir moins.
À l'automne de 1971 Zolotarev est accepté à la faculté de compositeur du conservatoire de Moscou. Pendant ses études dans le conservatoire, le compositeur a écrit "Triptych" pour un orchestre de chambre et "Diptych" pour 13 interprètes, qui ont été exécutés dans le conservatoire
Il eut beaucoup de conflit avec son professeur, Khrennikov, à qui il accusait de relier ses cours à l’idéologie soviétique et qu’il considérait comme une perte de temps. Et au printemps de 1972, Zolotarev quitta le conservatoire, déçu. Ainsi il comprit que cette démarche compliquait énormément son chemin vers l'Union des compositeurs.
L'appartenance à l'Union des compositeurs était un grand objectif dans l'existence des compositeurs en Union soviétique. Cette union a avancé des décisions qui ont contredit le concept d'art de Zolotarev. Les conflits de Zolotarev avec Khrennikov compliquaient le processus de son acceptation dans les membres de l'Union, et Zolotarev n'avait pas de diplôme de compositeur, ni avait pas les mêmes opinions que le parti. Néanmoins, il a osé soumettre sa demande à l'Union en 1972, mais elle fut rejetée.
Dans les premiers mois de 1975, la question de son appartenance a été reconsidérée. F. Lips a joué la Sonate No. 3  devant la commission et les compositeurs actuels, tels que S. Gubaidulina, V. Artyomov et G. Fried ont tous soutenu le compositeur.
À Moscou, il était complexe pour le compositeur arrivé d'une province d'obtenir une reconnaissance. D'un autre côté, il avait plus d'occasions d'entendre de grand compositeurs et interprètes ce qui a sans aucun doute affecté sa musique. À Moscou, il ne joue plus, et se consacre entièrement à la composition et à la propagation du bayan parmi les compositeurs professionnels.
Bien que Moscou, dans ses dernières années, fût son lieu de résidence, il en fuyait souvent ou restait chez des amis. Il se disputait souvent avec sa femme, et comme dans ses dernières années Zolotarev ne travaillait pas, elle était seule pour subvenir aux besoins de la famille. Pour cela, il avait des remords, mais il ne changeait rien car pour lui que la composition de la musique était plus important que toute autre chose. Il gagnait peu quand ses compositions étaient imprimées ou enregistrées, ou quand il parvenait à vendre ses compositions au ministère de la culture. Et quand il recevait de l'argent, il l’utilisait pour acheter  des enregistrements. Le compositeur eu beaucoup de combats avec sa femme concernant son mécontentement de l'idéologie soviétique. De plus en plus, il se sentait seul, et tombait souvent en dépressions et manquait d’inspiration.
Dans ses dernières années le compositeur a écrit, outre d'autres compositions, la Symphonie no 2 de concert pour bayan électronique et orchestre symphonique sous le nom "Currikulum vitae" dans lequel sa solitude et sa propension au suicide sont audibles. Il écrit également un oratorio Ex libris écrit pour un grand ensemble, "la cantate du soir" et 24 méditations qui peuvent être exécutées sur différents instruments.
Zolotarev était constamment sous sa propre pression car il voulait accomplir beaucoup. À cause de cela, il était complètement surmené.
Il eut un autre gros coup dur lorsque sa femme vendit son bayan et détruisit de nombreux manuscrits à l'été 1974 lorsque Zolotarev ne vivait pas à la maison. Néanmoins, il essayait de continuer à travailler, mais les dépressions arrivaient plus fréquemment, et ses projets prenaient de plus en plus de retard.
Quand il revient à Moscou au printemps, il a une nouvelle querelle avec sa femme. Pendant un court moment, elle sortit avec un certain Henry. Ce fut à moment-là que Zolotarev se suicida. Ce n'était pas la première fois qu'il essayait de se suicider, il était fragile et très fatigué de ses exigences excessives envers lui-même.

## Liste des œuvres
Légende (1961)
Toccata (1962)
Feuille de journal (1963)
Suite de chambre (1965)
Partita (1968)
En comtemplant les fresques dionysiennes du monastère de Ferapontov, œuvre pour accordéon ou bayan, qui dépeint l'ambiance de la vie du Monastère de Ferapontov, en Sibérie. (1968)
6 suites pour enfants au bayan (1969-1974)
Rondo Capriccioso (Duo)
Sonate n° 1
Sonate n° 2 (1971)
Sonate n° 3 (4 parties - 1972)
Hispaniade (Rhapsodie espagnole) (1974)
24 Meditations pour bayan (1974)